# هوب روتنگاتر
هیوبرتوس (هوب) روتنگاتر (انگلیسی: Hubertus (Huub) Rothengatter؛ زادهٔ ۸ اکتبر ۱۹۵۴ در بوسوم) رانندهٔ سابق مسابقات اتومبیل‌رانی اهل هلند است. او از ۱۷ ژوئن ۱۹۸۴ در ۳۰ گراند پری مسابقات قهرمانی جهان فرمول یک شرکت کرده‌است، اما موفق به کسب هیچ امتیازی نشده‌است. او در طول زمان فعالیت خود در فرمول یک، برای تیم‌های اسپیریت، اوسلا و زاکسپید رانندگی کرده‌است.
روتنگاتر بعداً به عنوان مدیر راننده هلندی فرمول یک، جوس ورشتاپن، وارد مدیریت ورزشی شد. 